# غراند شافالارد
غراند شافالارد (بالإنجليزية: Grand Chavalard)‏ هو أحد جبال سلسلة جبال الألب البرنية ويقع في كانتون فاليز في سويسرا. يحتل المرتبة رقم 248 في قائمة جبال سويسرا من حيث الارتفاع، إذ يبلغ ارتفاعه حوالي 2901 متر، بينما يبلغ ارتفاع نتوء الجبل 448 متر.